# Радь, Тарас Михайлович
Тарас Михайлович Радь (род. 20 ноября 1999, Тернополь) — украинский лыжник и биатлонист. Мастер спорта Украины международного класса.
Чемпион зимних Паралимпийских игр 2018 в Пхёнчхане (Южная Корея). Многократный чемпион и призёр Украины.

## Биография
Тарас Радь родился 20 ноября 1999 года на Тернопольщине в многодетной семье, где старшие дети занимались спортом. Впоследствии к спорту присоединился и он.
В 14 лет Тарас Радь повредил ногу. Из-за неправильного лечения раны началось заражение, и ногу ампутировали ниже колена.
Несмотря на травматическую операцию, уже в 2014 году вернулся в спорт. Сначала это были просто тренировки для себя. Он играл в настольный теннис, а затем начал посещать учебный центр для людей с ограниченными возможностями. Занимался лыжными гонками, биатлоном, а также велоспортом и плаванием.
Был воспитанником Тернопольского центра и Детско-юношеской спортивной школы инвалидов «Инваспорт».
В 2017 году, ещё будучи учеником Тернопольской школы-коллегиума имени Иосифа Слепого, стал двукратным серебряным призёром чемпионата мира.
В том же году Тарас Радь поступил в Тернопольский национальный педагогический университет имени Владимира Гнатюка на факультет «Физическое воспитание». Во время |спортивных сборов, по словам самого спортсмена, занимался учёбой через Skype.
13 марта 2018 года, выполнив чистую стрельбу на четырёх огневых рубежах, Тарас Радь стал чемпионом зимних Паралимпийских игр в Пхёнчхане в биатлонной гонке на 12,5 километров среди спортсменов с поражением опорно-двигательного аппарата, завоевав четвёртую золотую медаль для сборной Украины на этой паралимпиаде.

## Награды

### Спортивные награды
Зимние Паралимпийские игры 2018 (Пхенчхан, Южная Корея)
| Место   | Дисциплина    |
| ------- | ------------- |
| Биатлон |               |
| Золото  | 12,5 км, сидя |

### Государственные награды
- Орден «За заслуги» III степени (2018)[3].

## Ссылка
- Athlete Profile: Taras RAD (англ.). Pyeongchang 2018 Paralympic Winter Games (10 марта 2018). — Профиль на сайте Паралимпийских игр 2018. Архивировано из оригинала 10 марта 2018 года.